# Ruxandra Ion
Ruxandra Ion (n. 9 iunie 1956, București, România) este o producătoare de televiziune din România. A urmat Facultatea de Filologie a Universității din București fiind de asemenea asistent de regie la Teatrul Mic, perioadă în care a lucrat cu cei mai mari regizori români.

## Carieră
În 1990 a fost angajată la TVR unde, după câteva luni în care a fost regizor de montaj, s-a remarcat și a fost promovată ca realizatoare; la numai o lună, a realizat prima emisiune pentru copii, intitulată „Abracadabra”. Apoi a fost solicitată la Pro TV, la doar o lună de la înființarea postului, și a devenit primul producător independent de emisiuni pentru copii din Estul Europei.
În martie 1998 este numită director executiv al primului canal TV pentru femei din România, Acasă TV, în 2004  devine și producător general Media Pro Pictures, iar în 2008 este numită Channel & Content Strategist în cadrul CME și VP MediaPro Pictures.. În februarie 2014 fondează școala de actorie, regie, scenaristică și producție de Tv și film "Tv & Film Academy by Ruxandra Ion".
În decembrie 2015, devine consultant la Antena Group pentru Euforia TV și pentru producții.

## Filmografie
| An           | Titlu                          | Contribuție | Contribuție | Contribuție | Contribuție | Distribuitor       |
| An           | Titlu                          | Creator     | Regizor     | Producător  | Scenarist   | Distribuitor       |
| ------------ | ------------------------------ | ----------- | ----------- | ----------- | ----------- | ------------------ |
| 1991-1996    | Abracadabra (emisiune)         | Nu          | Nu          | Da          | Nu          | TVR1               |
| 1996-2001    | Abracadabra (emisiune)         | Nu          | Nu          | Da          | Nu          | PRO TV             |
| 2004-2005    | Numai iubirea                  | Nu          | Nu          | Da          | Nu          | PRO TV și Acasă TV |
| 2005-2006    | Lacrimi de iubire              | Nu          | Nu          | Da          | Nu          | Acasă TV           |
| 2005-2006    | Păcatele Evei                  | Nu          | Nu          | Da          | Nu          | Acasă TV           |
| 2006-2007    | Iubire ca în filme             | Nu          | Nu          | Da          | Nu          | Acasă TV           |
| 2006-2007    | Daria, iubirea mea             | Nu          | Nu          | Da          | Nu          | Acasă TV           |
| 2007-2008    | Războiul sexelor               | Nu          | Nu          | Da          | Nu          | Acasă TV           |
| 2007-2008    | Inimă de țigan                 | Nu          | Nu          | Da          | Nu          | Acasă TV           |
| 2008         | Doctori de mame                | Nu          | Nu          | Da          | Nu          | Acasă TV           |
| 2008-2009    | Îngerașii                      | Nu          | Nu          | Da          | Nu          | Acasă TV           |
| 2008-2009    | Regina                         | Nu          | Nu          | Da          | Nu          | Acasă TV           |
| 2009-2010    | Aniela                         | Da          | Nu          | Da          | Nu          | Acasă TV           |
| 2009-2010    | State de România               | Nu          | Nu          | Da          | Nu          | PRO TV             |
| 2010-2011    | Iubire și onoare               | Da          | Nu          | Da          | Nu          | Acasă TV           |
| 2010-2011    | Moștenirea                     | Da          | Nu          | Da          | Nu          | PRO TV             |
| 2011-2013    | Pariu cu viața                 | Da          | Nu          | Da          | Nu          | PRO TV             |
| 2013         | Îngeri pierduți                | Da          | Nu          | Da          | Nu          | Acasă TV           |
| 2014         | O nouă viață                   | Da          | Nu          | Da          | Nu          | Acasă TV           |
| 2017         | Când mama nu-i acasă           | Nu          | Da          | Da          | Nu          | Happy Channel      |
| 2017-2019    | O grămadă de caramele          | Nu          | Da          | Da          | Nu          | Happy Channel      |
| 2018-2019    | Fructul oprit                  | Da          | Da          | Da          | Nu          | Antena 1           |
| 2019-2020    | Sacrificiul                    | Da          | Da          | Da          | Da          | Antena 1           |
| 2021-2022    | Adela                          | Da          | Da          | Da          | Da          | Antena 1           |
| 2023-2024    | Lia - Soția soțului meu        | Da          | Da          | Da          | Da          | Antena 1           |
| 2023-2024    | Lasă-mă, îmi place! Camera 609 | Da          | Da          | Da          | Da          | Antena 1           |
| 2024-prezent | Iubire cu parfum de lavandă    | Da          | Da          | Da          | Nu          | Antena 1           |
| 2025-prezent | Ana, Mi-ai fost scrisă în ADN  | Da          | Da          | Da          | Nu          | Antena 1           |

## Distincții și premii obținute
- Prix Danube 1995 pentru cel mai bun documentar pentru copii și tineret, acordat pentru prima oară unei realizatoare dintr-o țară est-europeană[7]
- Premiul Criticii 1995 pentru cel mai bun documentar pentru copii și tineret, cu filmul “O  zi cu Alexandra”
- Finalistă a  festivalurilor de la Chicago și Lisabona, 1995
- Premiul pentru cea mai bună operă rock pentru copii - Blagoevgrad, Bulgaria, 1993 - pentru “Minirock Abracadabra”
- Premiul Mediafest 1997 pentru cele mai bune programe pentru copii, pentru emisiunea “Visul unei nopți de toamnă”, o parafrazare a celebrei piese shakespeariene (“Visul unei nopți de vară”).
- Premiul PROmul Pro – 2005
- Premiul Golden Bird pentru “Best Drama Series” în 2011, pentru telenovela “Iubire și Onoare”, Seoul, Coreea de Sud, "International Drama Awards"
- Premiul de excelență la secțiunea Mass Media –VIP  2012
- Premiul Ambasadoarea Media – VIP - 2013

## Realizări profesionale
1. Este creatoarea fenomenului Abracadabra.[8]
2. Creatoarea primei telenovele românești, 2004- “Numai iubirea”[9]
3. Din 2004 până în 2014, a creat și a produs pentru TV: Numai iubirea, Lacrimi de iubire, Iubire ca în filme, Daria, iubirea mea, Îngerașii, Inimă de țigan, Regina, Aniela, Iubire și Onoare, Pariu cu viața, O nouă viață.[10]
4. Creatorea primului serial muzical românesc (Pariu cu viața- 4 sezoane) [11]
5. Creatorea primei telenovele de epocă din România  (Aniela)[12]
6. Creatorul primului teen-band de mare succes, transformat într-un adevărat fenomen: Lala Band[13]
7. Primul producător independent de emisiuni pentru copii din Estul Europei.
8. A lansat primul canal dedicat femeilor- Acasă TV; sub conducerea Ruxandrei Ion a ajuns, ca și audiențe, canalul TV numărul 2 din România
9. 7 seriale de televiziune, 13 telenovele, 1 film cinema, 1 film TV [10]